# Victoria (Entre Ríos)
Victoria je město v provincii Entre Ríos v Argentině, asi 60 km severovýchodně od města Rosario. Je hlavním městem stejnojmenného departementu. Leží na východním břehu Riacho Victoria, bočního ramene řeky Paraná. Od jejího hlavního koryta je vzdálená 55 km, přičemž na jejím západním břehu leží Rosario v provincii Santa Fe. Od roku 2003 jsou obě města spojena mostem Puente Rosario-Victoria. V roce 2012 mělo město 32 411 obyvatel.